# Willi Felix

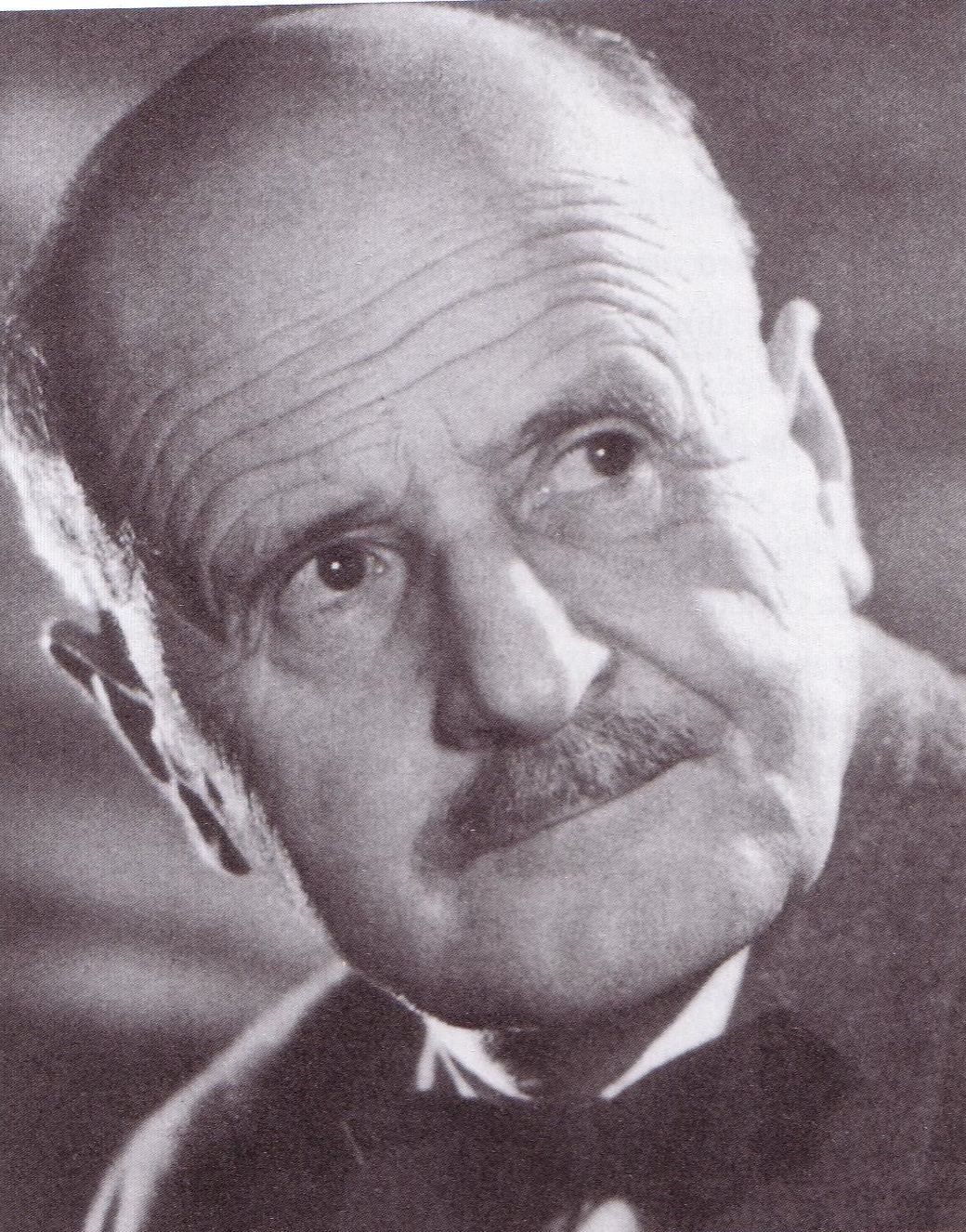
Willi Felix (um 1960)

Willi Cäsar Arthur Philipp Felix (* 10. Februar 1892 in Zürich; † 2. August 1962 in Ost-Berlin) war ein deutscher Chirurg. Er fungierte von 1946 bis 1950 als Direktor der Chirurgischen Klinik der Universität Greifswald und anschließend bis 1960 in Nachfolge von Ferdinand Sauerbruch als Professor für Chirurgie an der Charité in Berlin. Ab 1955 gehörte er der Deutschen Akademie der Wissenschaften zu Berlin und ab 1958 der Leopoldina an.

## Leben
Willi Felix wurde 1892 in Zürich geboren, wo sein Vater Walther Felix Professor für Anatomie an der dortigen Universität war. Er absolvierte ein Studium der Medizin an der Albert-Ludwigs-Universität Freiburg sowie an der Ruprecht-Karls-Universität Heidelberg, und wurde 1917 als Arzt approbiert sowie zwei Jahre später  promoviert. Von 1919 bis 1927 war er an der Chirurgischen Universitätsklinik in München tätig, davon bis 1920 als Volontär unter Ferdinand Sauerbruch, bis 1926 als Assistenzarzt und von 1926 bis 1927 als Oberarzt. Anschließend folgte er Sauerbruch und wechselte auf eine Oberarztstelle an der Chirurgischen Universitätsklinik der Charité in Berlin.
Nach seiner Habilitation im Jahr 1925 wurde Willi Felix vier Jahre später außerordentlicher Professor und 1930 Facharzt für Chirurgie. Nach einer kurzen Tätigkeit als selbstständiger Arzt übernahm er im gleichen Jahr die Position als Ärztlicher Direktor und Chefarzt der Chirurgischen Abteilung am Städtischen Krankenhaus in Berlin-Neukölln. Zu dieser Zeit arbeitete er auch mit dem späteren Nobelpreisträger Werner Forßmann und unterstützte ihn bei seiner Arbeit zur Kontrastdarstellung des Herzen. Die gleichen Positionen übernahm er an den Städtischen Krankenhäusern in Berlin-Britz (1934) und Berlin-Spandau (1941).
In beiden Weltkriegen diente er als Sanitätsoffizier. Während der Zeit des Nationalsozialismus war er nicht Mitglied der Nationalsozialistischen Deutschen Arbeiterpartei (NSDAP) oder des Nationalsozialistischen Deutschen Ärztebundes (NSDÄB). In der Nachkriegszeit übernahm er 1946 die Leitung der Chirurgischen Klinik der Universität Greifswald. Vier Jahre später wurde er als Nachfolger von Ferdinand Sauerbruch auf den Lehrstuhl für Chirurgie an der Charité in Ost-Berlin berufen, an der er 1958 eine eigenständige Abteilung für Anästhesie begründete. 1960 leitete er die 85. Tagung der Vereinigung Nordwestdeutscher Chirurgen. Im gleichen Jahr wurde er emeritiert. Wohnraum hatte er in der sogenannten Intelligenzsiedlung in Berlin-Schönholz, zu der auch die Straße 201 gehört.
Willi Felix war zweimal verheiratet und Vater je eines Kindes aus beiden Ehen. Er starb mit 70 Jahren in Berlin-Niederschönhausen und wurde auf dem Friedhof Pankow III beigesetzt.
Der Physiologe Kurt Felix war sein Bruder.

## Wirken
Will Felix leitete 1952 in Berlin die zweite und 1955 in Leipzig die dritte durch das Gesundheitswesen der DDR veranstaltete Chirurgentagung. In den Jahren 1951/1952 und 1957/1958 war er Vorsitzender der Berliner Chirurgischen Gesellschaft. 1960 – vor dem Bau der Berliner Mauer – war er Präsident der Deutschen Gesellschaft für  Chirurgie. Im selben Jahr leitete er die 85. Tagung der Vereinigung Nordwestdeutscher Chirurgen.

## Auszeichnungen
Willi Felix gehörte ab 1955 als ordentliches Mitglied der Deutschen Akademie der Wissenschaften zu Berlin und ab 1958 der Deutschen Akademie der Naturforscher Leopoldina an. Er war außerdem Ehrenmitglied der Berliner Chirurgischen Gesellschaft. In der DDR erhielt er die Hufeland-Medaille in Gold. 1960 wurde er mit dem Vaterländischen Verdienstorden in Silber ausgezeichnet.